# François Barbey
Pour les articles homonymes, voir Barbey (homonymie).
François Barbey (15 octobre 1980) est un joueur de kayak-polo international français, né le 15 octobre 1980 à Caen.
Il participe en 2005 au championnat de France N1 dans l'équipe de Condé sur Vire.

## Sélections
Sélections en équipe de France espoir
Championnats d’Europe 1999 : Médaille d’argent 
- Championnats d'Europe 2001 : Médaille d'or [3]

Sélections en équipe de France senior
- Championnats du monde 2006 : Médaille d'or [4]
- Championnats d'Europe 2007 : Médaille de bronze[5]
- Championnats du monde 2008 : Médaille d'argent [6]
- Jeux mondiaux de 2009 : Médaille d'or
- Jeux mondiaux de 2013 : Médaille d'argent
- Championnats du monde 2014 : Médaille d’Or